# باكرينولول
باكرينولول وهو أحد حاصرات المستقبل بيتا الودي.